# 후지누타촌
후지누타촌(藤垈村)은 일본 야마나시현 히가시야쓰시로군에 설치되었던 촌이다. 현재의 후에후키시의 일부에 해당한다.

## 역사
- 1889년 7월 1일 - 정촌제 시행에 의해 후지누타촌이 단독으로 지자체를 형성하였다.
- 1903년 4월 1일 - 고나리촌, 게이린촌,데라오촌과 합병해 사카이가와촌이 성립하여, 동일 후지누타촌은 폐지되었다.

## 교통

### 도로
현재는 구촌에 주오자동차도 사카이가와 휴계소가 소재하지만, 당시엔 미개업

## 참고문헌
- 角川日本地名大辞典 19 山梨県